# Peugeot 907
La Peugeot 907 è una concept car costruita dalla casa automobilistica francese Peugeot.

## Il contesto

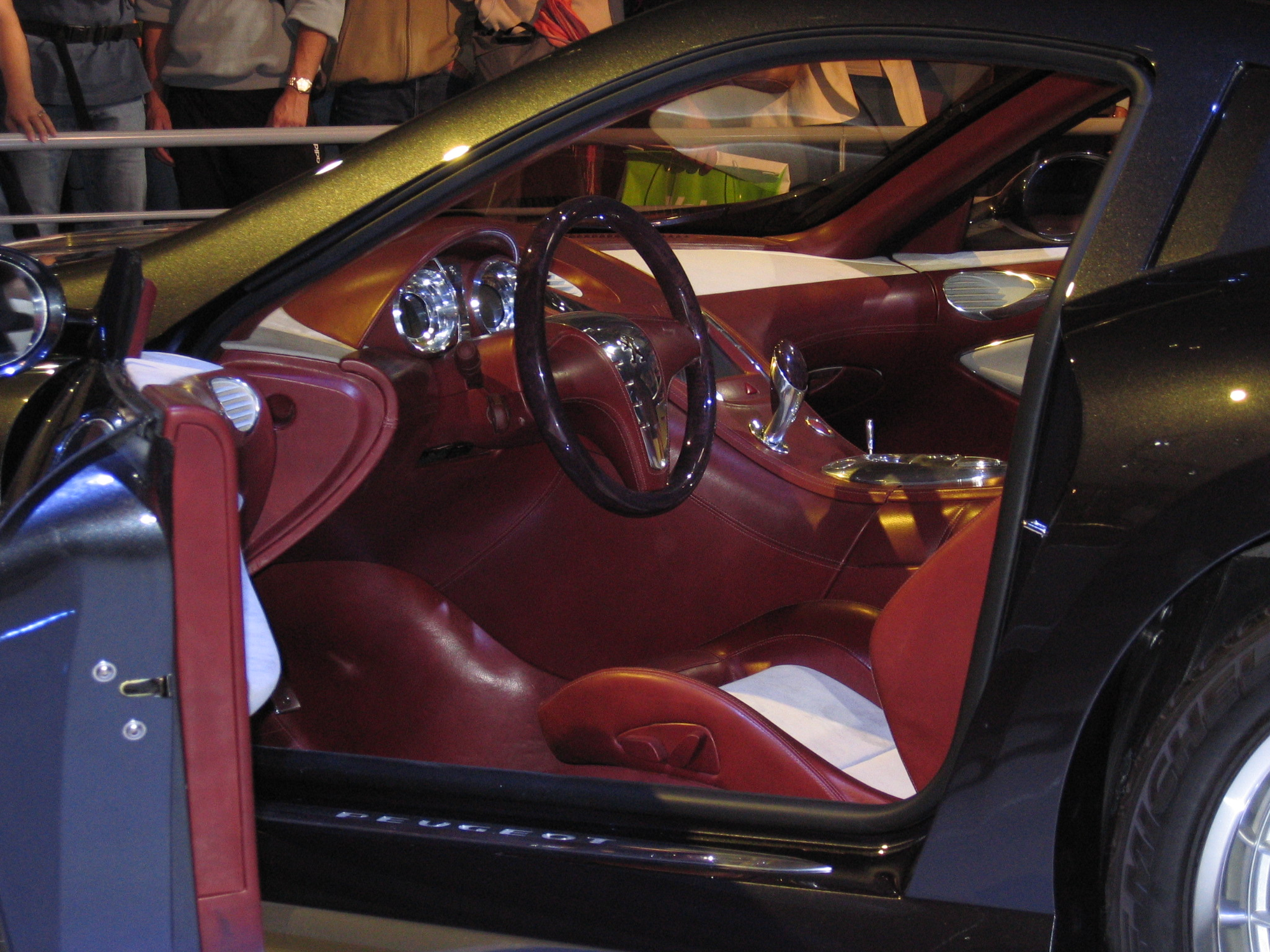
Interni

Esposta per la prima volta al Motor Show di Parigi nel 2004, la vettura è stata creata da Gérard Welter e dal designer Jean-Christophe Bolle-Reddat in occasione della chiusura del centro design della casa di La Garenne e l'apertura del nuovo a Vélizy-Villacoublay.
La vettura non è stata progettata per andare in produzione, ma solo come prototipo per lo studio di nuove tecniche di progettazione.
Il motore, montato dietro alle ruote anteriori, è un V12 da sei litri che eroga 500 CV (368 kW) ed è stato ottenuto dall'accoppiamento di due motori V6 da 3,0 litri. La monoscocca è in fibra di carbonio e la vettura utilizza una sospensione a quadrilatero trasversale; una trasmissione con cambio sequenziale a 6 marce trasferisce la potenza alle ruote posteriori.
Lateralmente la 907 somiglia alla McLaren SLR, in particolare per i due terminali di scarico laterali; il quadro strumenti visualizza le informazioni sullo schermo della consolle centrale ed è collegato ad un PC con GPS e lettore MP3.